# Pierre Vandendries
Pierre Vandendries, né à Louvain en 1908 et décédé à Saint-Josse-ten-Noode en 1993, est un poète et critique littéraire belge.
Il est également l'auteur de biographies de peintres et d'artistes.
Il collaborait également à la revue Tribune animée et fondée en 1934 par le poète Jean Groffier.
Il fut un des fondateurs de la Société des jeunes auteurs et fonda la revue littéraire et culturelle Évasion.
Il fit également une carrière auprès de la radio belge où il était rédacteur en chef du journal parlé de Radio-Conférence et de 1930 à la fin des années 1950, la voix de Pierre Vandendries est devenue familière à beaucoup tant à la radio que dans les commentaires d'actualités filmées.
Il se consacra un certain temps à la composition de chansons. Le pianiste et éditeur Robert Swing lui avait demandé de créer des chansons dont certaines sont encore diffusées de nos jours, notamment La Chanson des violons. Il abandonne la chanson en 1959 pour devenir membre du secrétariat général de la Conférence des Sommets, organisme culturel et humanitaire.

## Œuvres
- En butinant l'amour, poésie, 1928.
- Hommes et Femmes, pièce en trois actes, 1931.
- Maîtresse ou Épouse ? Enquête, suivie d'une étude sur l'amour chez les artistes, s. d.
- La Mélodie exotique, opérette en 3 actes de Max Hamel, avec accompagnement musical de Pierre Vandendries et Guy Réaldo, 1931.
- Maud Loty, étude, 1931.
- Le Peintre Alfred Bastien, 1931.
- Georgette Leblanc, 1931.
- Le Baiser des chemins, poèmes, 1932.
- Sur les rails, poèmes, 1934.